# Црква Светог Николе у Великој Хочи
Црква Светог Николе у Великој Хочи, на гробљу изнад села, саграђена је и осликана до 1345. године, када је у цркви сахрањена монахиња Марта, мајка челника Градислава Сушенице, што је записано на њеној надгробној плочи. Представља непокретно културно добро као споменик културе од изузетног значаја.

## Изглед
Претпоставља се да су храм подигли родитељи челника Градислава у другој четвртини 14. века. То је једнобродна грађевина засведена полуобличастим сводом, са споља тространом а изнутра полукружном апсидом. Зид између припрате и наоса је уклоњен. Само на западном зиду сачувао се део првобитног живописа, који по стилским одликама припада времену краља Душана. Претпоставља се да је ктитор сликарства био сам Градислав Сушеница.
Цркве је живописана у првој половини XIV века, од чега су сачувани фрагменти живописа на западном и јужном зиду припрате, постољу часне трпезе и на северном зиду наоса. Црква је обновљена у другој половини XVI века, када су дограђене горње зоне зидова и свод. После грађевинске обнове, црква је наново у целини живописана. Овај слој су радила два мајстора неједнаких способности, који су узоре и непосредне иконографске предлошке нашли у мајсторима који су 1561. године осликали обновљену припрату у Пећкој патријаршији. Поред цркве, иза олтара, је постојао гроб са натписом из 1766. године.
У периоду 1970 – 73. године извршени су грађевински конзерваторски радови у организацији Покрајинског завода за заштиту споменика културе Косова. Истом приликом (1970 – 75) санирана су оштећења на живопису и откривени и конзервирани остаци живописа из прве половине XIV века на западном зиду. Током тих радова скинут је доњи део прве зоне живописа из XVI века, који је пребачен на нову подлогу и премештен у музеј у Дечанској виници у Великој Хочи.
Међу сценама из циклуса патрона је композиција Свети Сава и Свети Симеон Немања се клањају икони Богородице са Христом. После обнове у 16. веку црква је поново осликана. Изнад зоне стојећих светитеља су попрсја у медаљонима и циклуси Великих празника, Страдања Христовог и св. Николе, док су Богородичин акатист, Христова чуда и параболе и Страшни суд илустровани у припрати.
Радови на конзервацији живописа извођени су у периоду 1970–1975. године.
Премда се у литератури тврди да је црква 1577. године добила иконостас јер код свих оваквих малих цркава на Косову постављање иконостаса иде истовремено са проширењем цркве, тј. њеним продужавањем а то се дешава знатно касније од средине XVI века. Не би требало да буде спорно да је црква те 1577. године добила три Лонгинове престоне иконе а негде у то време и икону Деизисног чина, рад неког од сликара пећко – дечанског круга из XVI века.  Садашњи иконостас у цркви Св. Николе резбарио је и сликао 1825. године Петар из Дебра, који се потписао на греди што дели горње зоне иконостаса. Конструкција овог иконостаса је направљена тако да прими постојећу икону храмовног свеца Св. Николе која је касније измештена у цркву Св. Стефана у Великој Хочи. Остале Лонгинове иконе нису коришћене на новом иконостасу већ је зограф Петар урадио нове престоне иконе које су сликане са уљем на платну шпанованом на дрвену плочу. Остали сликани делови иконостаса рађени су уљем на дасци. У трећој зони је крст са насликаним распећем.

## Галерија
- Парабола о блудном сину
- Причешће апостола Хлебом
- Причешће апостола Вином
- Архангел Гаврило
- Архангел Михаило
- Христос пред Пилатом
- Христос исцељује глувонемог човека
- Мајка Божија - Шира од Небеса
- Мироносице на гробу Христовом
- Страшни Суд
- Свети краљ Стефан Дечански
- Сабор Апостола